# Charles Watson

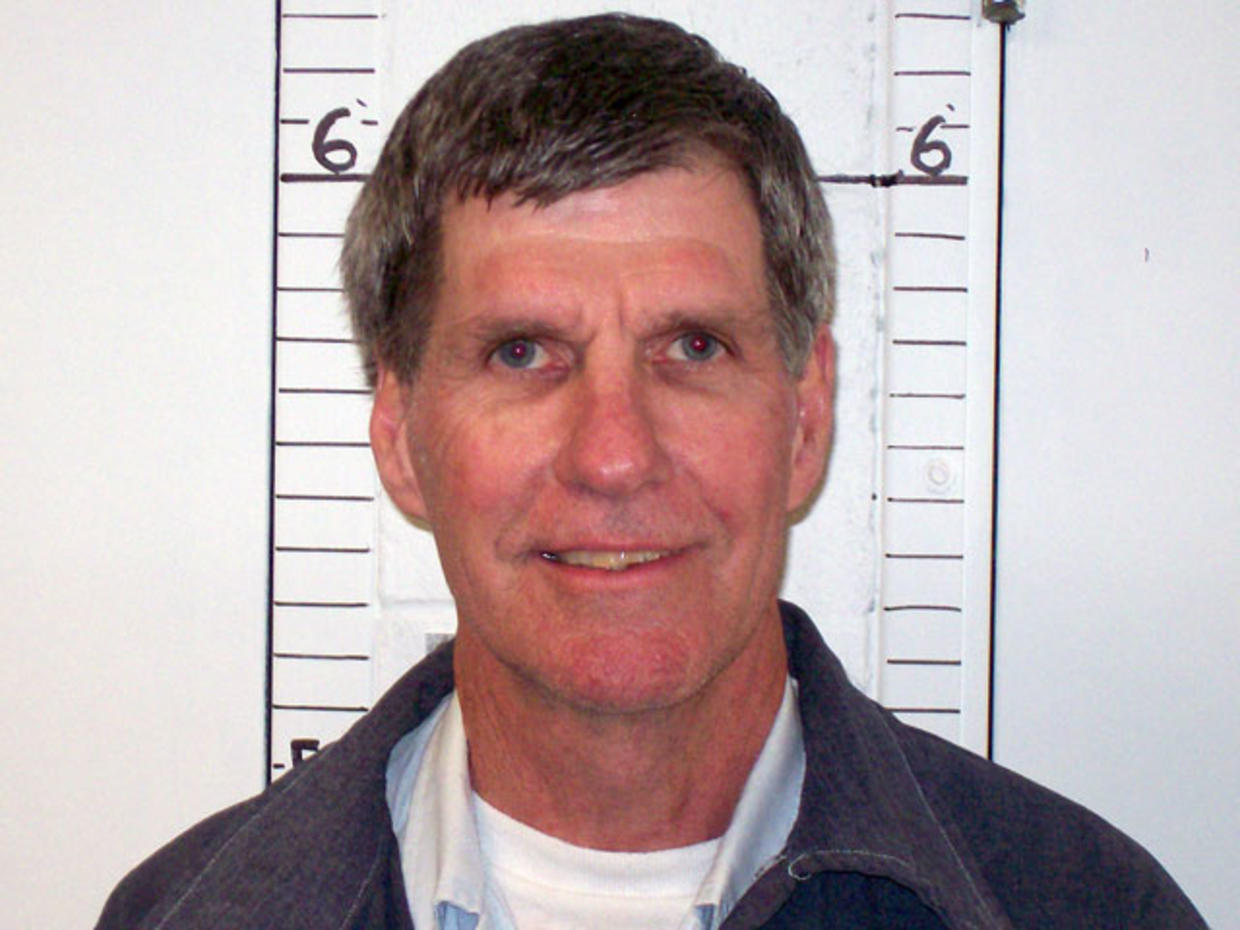
Tex Watson (2004)

Charles Denton Watson, genannt „Tex“ (* 2. Dezember 1945 in Dallas, Texas) ist ein US-amerikanischer Mörder. Er war Mitglied der von Charles Manson angeführten Manson Family und im Sommer 1969 an den Tate-Morden, der Ermordung des Unternehmerehepaars Leno und Rosemary LaBianca sowie beim Mord an Donald Shea beteiligt.

## Leben
Charles Watson ging in Farmersville zur Schule. Er beendete die Schule mit mehreren Sport-Auszeichnungen. Watson wurde zweimal zum beliebtesten Schüler der Schule gewählt. Danach studierte er an der North Texas University, die er nach kurzer Zeit wieder verließ, um im Zuge der Hippie-Bewegung nach Kalifornien zu gehen. Während seiner Studienzeit, im Januar 1967, arbeitete Watson für Braniff Airlines auf dem Flughafen Dallas Love Field. Im August 1967 zog Watson nach Los Angeles. Dort arbeitete er eine Zeit lang als Perückenverkäufer in Beverly Hills. Danach zog er nach West-Hollywood, in ein Haus am Wonderland Drive im Laurel Canyon. Dort lernte er 1968 Dennis Wilson kennen, ein Mitglied der Beach Boys, und über Wilson Charles Manson. Im Sommer 1968 schloss sich Watson der Manson Family an und reiste mit ihnen quer durch Kalifornien. Die meiste Zeit verbrachte die „Family“ auf der Spahn Movie Ranch.

### Morde und Verurteilung
In der Nacht vom 8. August auf den 9. August 1969 drang Watson auf Anordnung von Charles Manson gemeinsam mit Susan Atkins, Linda Kasabian und Patricia Krenwinkel in das Anwesen von Roman Polański und Sharon Tate ein, ermordete zusammen mit Atkins und Krenwinkel die hochschwangere Tate, deren Übernachtungsgäste Abigail Folger, Wojciech Frykowski und Jay Sebring sowie den Studenten Steven Parent. In der Folgenacht töteten Watson, Krenwinkel und Leslie Van Houten das Ehepaar Leno und Rosemary LaBianca in dessen Haus. Ende August 1969 war er zudem gemeinsam mit Manson, Steve Dennis Grogan und Bruce Davis an der Ermordung des Spahn-Ranch-Mitarbeiters Donald Shea beteiligt.
Ende September 1969 floh Watson nach Texas und wurde dort auch verhaftet. Das Strafverfahren gegen Watson wurde getrennt vom Manson-Prozess geführt. Watson wurde am 21. Oktober 1971 zum Tod in der Gaskammer verurteilt. Wie seine Mittäter entging auch er der Vollstreckung infolge einer Gesetzesänderung, seine Todesstrafe wurde in eine lebenslange Freiheitsstrafe umgewandelt.

### Haft und Bewährungsanhörungen
Während seiner Haft wandte sich Charles Watson von Manson ab und suchte Erkenntnis im Christentum. 1979 heiratete er Kristin Joan Svelte, mit der er – während der Besuchszeiten – über die Jahre vier Kinder zeugte. Watson selbst sagt von sich, er sei wiedergeborener Christ geworden.
Sein 16. Antrag zur Haftentlassung auf Bewährung wurde 2011 abgelehnt; ebenso wie sein 17. Antrag am 27. Oktober 2016, so dass er weiterhin im Mule Creek State Prison in Kalifornien inhaftiert bleibt. Am 15. Oktober 2021 wurde sein Antrag auf Entlassung wiederum abgelehnt; ein erneuter Antrag kann 2026 gestellt werden. Watson verbleibt im Richard J. Donovan Correctional Facility in San Diego, wohin er 2016 verlegt wurde.

## Rezeption
Die Verbrechen der Manson Family wurden mehrfach verfilmt. Bill Durkin verkörperte Watson im Spielfilm Helter Skelter – Die Nacht der langen Messer (1976). 2004 spielte Eric Dane Watson im Spielfilm Helter Skelter. Im kontrafaktischen Kinofilm Once Upon a Time in Hollywood von 2019 wurde Watson von Austin Butler gespielt. In der Netflix-Original-Serie Mindhunter wird er von Christopher Backus dargestellt.